# 朝霞調節池
朝霞調節池（あさかちょうせつち）は、埼玉県朝霞市にある調節池。53万立方メートルの貯水容量を持つ。

## 概要
新河岸川の水害を防ぐため朝霞市下内間木に1980年度から2008年度の工期で朝霞調節池が建設された。平成16年度から暫定供用が開始され、平成20年度から本格供用が始まった。事業費は368億円。国道254号の朝霞大橋が架橋されており、今後4車線化される予定である。

## 効果
- 平成16年台風22号による大雨では新河岸川から越流した28.4万立方メートルの水を貯留し、下流河川への流量を低減することに成功した。
- 令和元年東日本台風（台風19号）において総貯留量53万トンのうち、50万トンの水を貯留し、過去最高の貯水量となった。